# Cella di Peltier

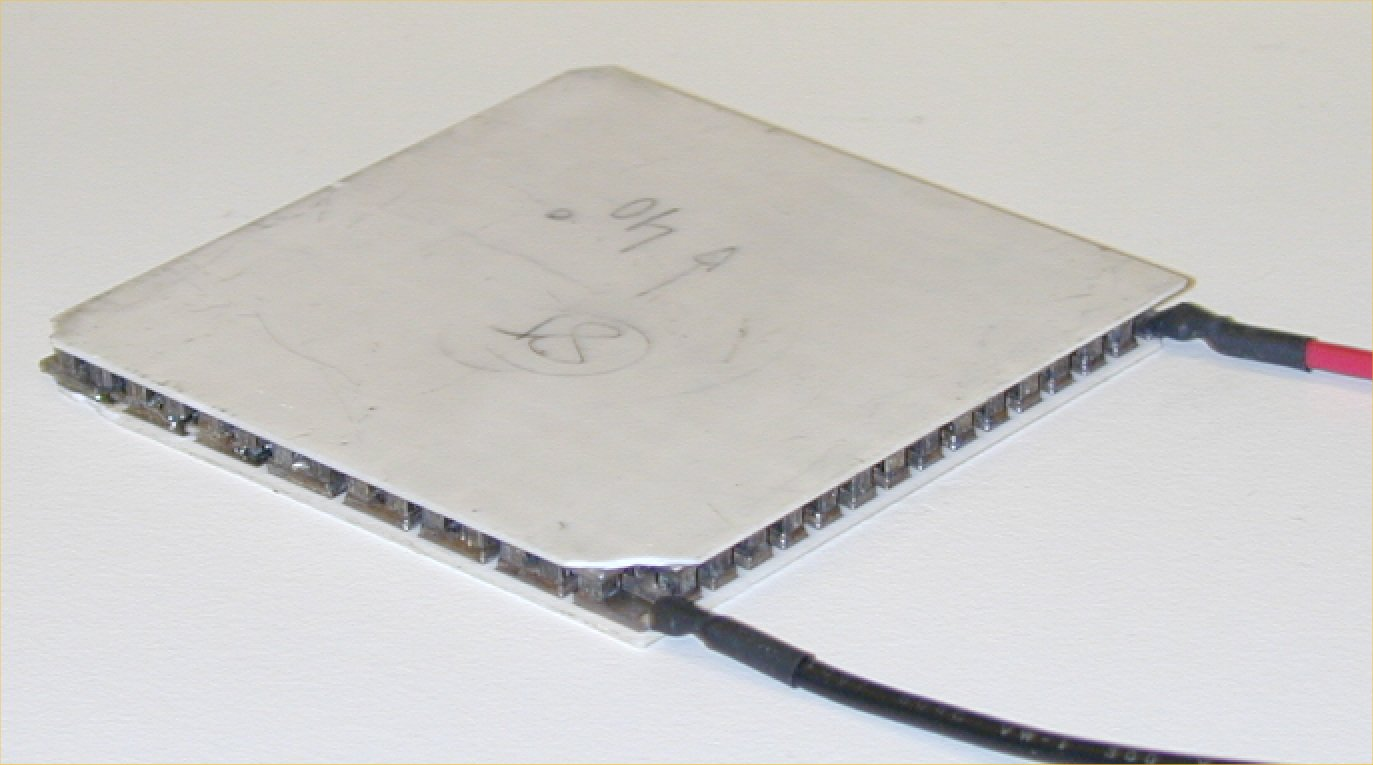
Piccola cella di Peltier. Quando viene applicata una differenza di potenziale tra i cavi di alimentazione una delle due facce si riscalda mentre l'altra si raffredda.

La cella di Peltier è un dispositivo termoelettrico costituito da molte giunzioni a effetto Peltier in serie; insieme con i dispositivi a effetto Seebeck costituisce una applicazione dei sistemi detti "termoelettrici". Il suo nome deriva da Jean Charles Athanase Peltier.
La cella di Peltier è fondamentalmente una pompa di calore a stato solido dall'aspetto di una piastrina sottile; una delle due superfici assorbe il calore mentre l'altra lo emette. La direzione in cui il calore viene trasferito dipende dal verso della corrente continua applicata ai capi della piastrina stessa.

## Struttura

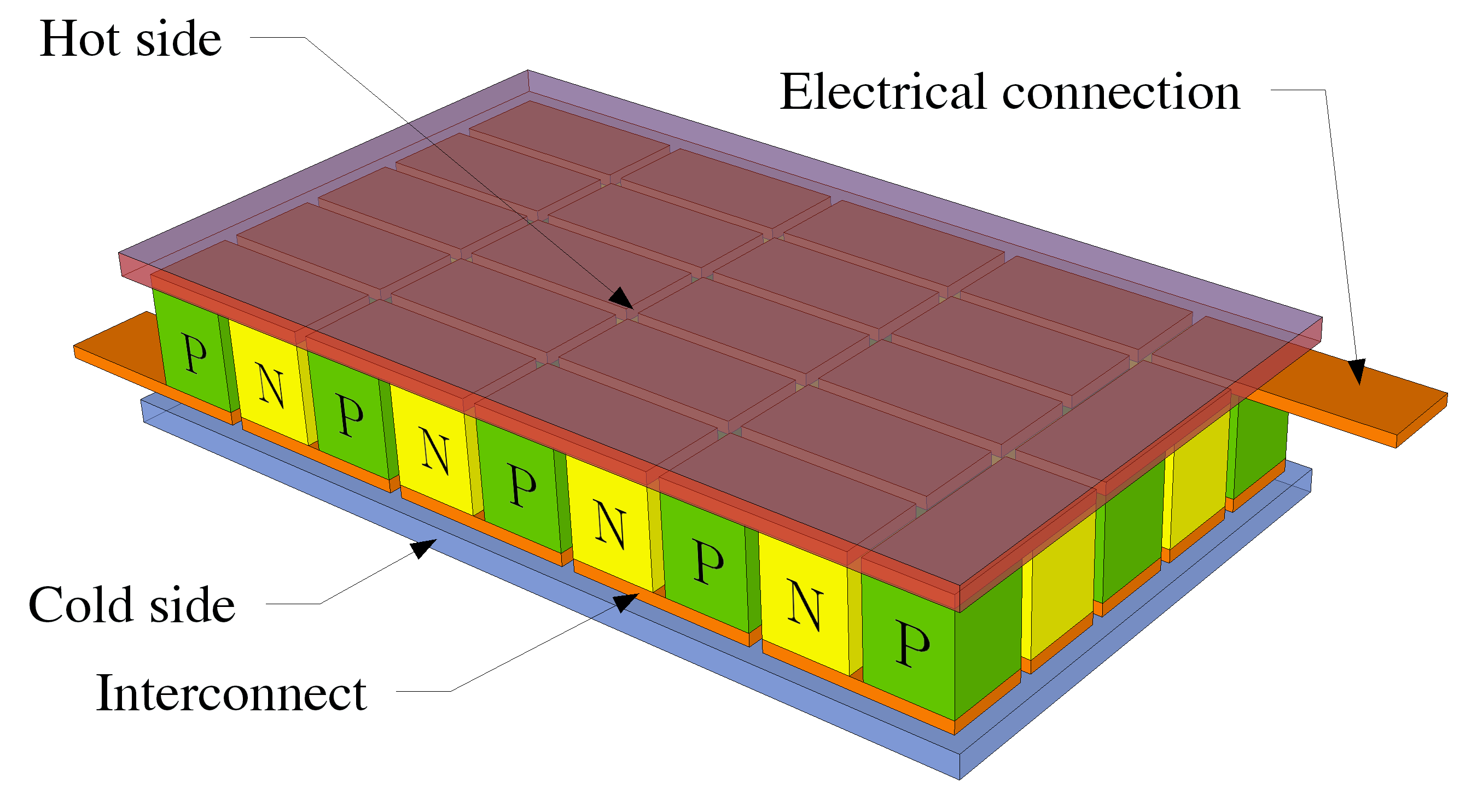
Struttura di una cella Peltier.

Una comune cella Peltier è formata da due materiali semiconduttori drogati di tipo N e di tipo P, collegati tra loro da una lamella di rame. Se si applica al tipo N una tensione positiva e al tipo P una tensione negativa, la lamella superiore si raffredda mentre quella inferiore si riscalda. Invertendo la tensione lo spostamento di energia termica viene invertito.
In commercio esistono celle Peltier isolate e celle Peltier non isolate: le prime sono rivestite sotto e sopra da materiale ceramico e garantiscono rendimenti maggiori delle seconde.

## Alimentazione
Dovendo assorbire lavoro per trasferire calore in base al secondo principio della termodinamica, ovvero per instaurare la differenza di temperatura stazionaria, le celle Peltier assorbono necessariamente un gran quantitativo di corrente elettrica. Una tipica cella di dimensioni 30 × 30 × 4 mm da 25 W presenta tipicamente una caduta di tensione ai suoi capi di soli 8,5 V e quindi assorbe ben 2,1 A. Inoltre, a causa della curva tensione-corrente caratteristica per la giunzione, usualmente si alimenta il dispositivo in limitazione di corrente (cioè a corrente costante).
Qualora si utilizzi un insieme di celle per spostare una certa quantità di calore, come nel caso del raffreddamento di un diodo laser o diversamente nel caso del raffreddamento di un sensore, si deve tener presente che per far funzionare la cella occorrerà asportare, dal lato della giunzione "calda", anche il calore relativo alla potenza fornita alla giunzione e disperso a causa del rendimento; a effetto del modesto rendimento, solo una parte limitata del calore da asportare corrisponde a quello effettivamente spostato.
Il rendimento di una cella di Peltier è massimo quando la differenza fra lato caldo e lato freddo è molto bassa e quanto più è bassa la corrente assorbita.
Il sistema è alquanto poco efficiente e può avere qualche giustificazione, se ben governato, solamente per la possibilità di effettuare un raffreddamento molto preciso, sia puntiforme (nel senso di raffreddare solo punti specifici) sia per il campo di temperature che localmente può assicurare.
Per questo motivo le celle Peltier sono principalmente usate dove occorre spostare piccole quantità di calore: sono molto utili, ad esempio, per abbassare la temperatura di parti passive (cioè che non generano calore).

## Funzionamento

Schema di funzionamento di una cella Peltier.

Il comune uso della cella è la sottrazione di calore mediante adesione del lato freddo al corpo da raffreddare; la sottrazione di calore è favorita dalla creazione di opportuni ponti termici (adesivi termoconduttivi o, per un migliore trasferimento termico, fogli di grafite dello spessore di alcuni decimi di millimetro) che permettano al meglio la conduzione. Il calore sottratto è trasferito sul lato caldo, assieme al calore di funzionamento (che è la maggior parte); dal lato caldo il calore deve essere trasferito all'ambiente esterno.
Il problema principale è il controllo della intensità di corrente a cui corrisponda la dovuta sottrazione di calore: se la sorgente termica cambia la quantità di calore emesso, anche l'entità della sottrazione effettuata dalla cella deve variare di conseguenza. Tale variazione deve essere effettuata possibilmente con rilevatori di temperatura in modo che, tramite un apposito circuito a retroazione, l'intensità di corrente somministrata alla cella mantenga il funzionamento nei campi di temperatura ammissibili.
Si può verificare infatti che:
- la sorgente termica refrigerata diminuisca la produzione di calore o cessa di produrne. In tal caso la sottrazione di calore della cella, se non controllata, può abbassare in pochi secondi la temperatura al di sotto del punto di congelamento. Nel caso che la parte raffreddata sia ad esempio una CPU di un computer questo significa che il complesso CPU-piastra di Peltier può congelare e, se esposta all'atmosfera, condensare sul componente l'umidità atmosferica in ghiaccio;
- la sorgente termica aumenti la produzione di calore. In questo caso l'innalzamento della temperatura della sorgente, in funzione della sottrazione di calore effettuata, fa aumentare la temperatura del lato caldo della cella. Se questa temperatura supera il valore massimo ammesso la cella può "cuocere", cioè essere irrimediabilmente danneggiata e cessare di funzionare; inoltre il danneggiamento interrompe la sottrazione di calore e quindi anche le parti non più raffreddate possono a loro volta essere danneggiate.

In sintesi, nel caso si debba provvedere alla sottrazione di entità variabili di calore, il funzionamento della cella deve essere attentamente governato in maniera variabile; tutta l'energia erogata al sistema deve essere sottratta sotto forma di calore in modo efficiente e sicuro dal lato caldo e dispersa verso l'esterno.

## Utilizzi
Le celle di Peltier sono usate laddove occorra raffreddare piccole quantità di materiale in modo rapido. Sono utilizzate per esempio per congelare campioni biologici, per raffreddare i sensori CCD di telescopi e termocamere, nei laser per mantenere stabile la temperatura di lavoro e alcune volte per raffreddare le CPU o GPU utilizzando una heat pipe per raffreddare il lato della cella che si riscalda.
L'elemento refrigerante è utilizzato anche nei piccoli frigoriferi portatili da auto e da camper, e nei mini-distributori di acqua fredda. In quest'ultimo caso, un dissipatore con la superficie alettata immersa nel liquido è attaccato alla cella, la quale dall'altra parte trasmette il calore a un dissipatore attivo (cioè munito di ventola). Tra un componente e l'altro è possibile trovare comune pasta termoconduttiva. In sostanza, il sistema di refrigerazione si basa sullo stesso principio del raffreddamento di CPU, GPU e chipset.
Per i motivi accennati occorre utilizzare alimentatori idonei e di capacità di erogazione in corrente idonea alla cella che si intende utilizzare.

## Reversibilità

Schema di funzionamento di una cella Peltier utilizzata per produrre elettricità a partire da una differenza di temperatura.

Le celle di Peltier sono reversibili grazie all'effetto Seebeck: riscaldando un lato e raffreddando l'altro, in un circuito elettrico collegato ai capi della cella fluirà una corrente continua proporzionale al dislivello termico presente tra le due facce.
La differenza di potenziale ai capi della cella è direttamente proporzionale al numero di elementi presenti all'interno della stessa, mentre la corrente è inversamente proporzionale al numero di elementi.
Questo rapporto è sintetizzabile con le seguenti espressioni matematiche:
I = V/Ne
Ne =  V/I
V = Ne I
ove:
- I è l'intensità di corrente generata (esprimibile in ampere)
- V è la differenza di potenziale elettrico (esprimibile in volt) ai capi della cella
- Ne è il numero degli elementi presenti all'interno della cella.

Grazie alla possibilità di sfruttare l'effetto Seebeck, le celle di Peltier possono essere adottate come generatori.
Nei pannelli solari a effetto Seebeck le celle sono riscaldate dal lato esposto al sole, eventualmente con l'effetto concentrante di una lente di Fresnel, mentre sull'altro lato sono raffreddate da uno scambiatore attraversato da un flusso di acqua fredda, ottenendo una differenza di temperatura di circa 60 °C tra i due lati.
Esiste di fatto un limite inferiore di temperatura nella temperatura ambiente e un limite superiore nella resistenza dei materiali della cella.
Questo aspetto potrebbe risultare interessante in una sua applicazione nei rigassificatori, dove potrebbe raggiungere differenziali di temperatura elevati essendo basati sul freddo (-160 °C) rispetto alla temperatura ambiente anziché sul caldo (e quindi non venendone danneggiati da temperature elevate).

## Limiti delle celle di Peltier
Le celle di Peltier hanno alcuni pesanti limiti che ne penalizzano l'utilizzo.
- Il rendimento della cella di Peltier è molto basso: l'energia elettrica in ingresso è molto maggiore dell'energia termica prelevata dal lato freddo o, in altre parole, l'efficienza è scarsa. Questo comporta che la quantità di calore dissipata dalla cella è molto maggiore di quella asportabile dalla stessa dal lato freddo o che, nell'uso inverso, solo una piccola frazione dell'energia termica che passa nella cella viene effettivamente trasformata in energia elettrica. Questo limita l'uso della cella di Peltier ad applicazioni la cui potenza sia molto ridotta.

Convezione termica calcolata (CFD) di una cella Peltier raffreddata da dissipatori. L'aria calda sale mentre quella fredda scende.

- Dal momento che la cella è attraversata da un flusso di calore tra i due lati, per massimizzare la differenza di temperatura rispetto all'ambiente del lato freddo e per evitare che il lato caldo raggiunga temperature dannose per la cella stessa (solitamente attorno ai 75 °C) è necessario asportare il calore generato tramite dissipatori, radiatori o heat pipe, che in genere hanno dimensioni e pesi superiori di diversi ordini di grandezza rispetto alle celle stesse. Questo comporta che le dimensioni di un sistema termico basato su celle di Peltier dipenda principalmente dal sistema di raffreddamento della stessa.

## Identificazione
La maggior parte delle celle di Peltier presenta una scritta, tipicamente apposta sul lato caldo, che ne riassume le caratteristiche principali. L'identificatore è solitamente nella forma TEX#-NNNAA, dove TE sta per Thermo Electric (converter), X è una lettera che descrive le dimensioni della cella (C=standard, S=small), # rappresenta il numero di stadi (tipicamente 1) e le due serie di numeri dopo il trattino sono, rispettivamente il numero NNN di elementi (ad esempio 127) e la corrente nominale in ampere (valori tipici sono compresi tra 6 e 10 A). Così ad esempio una cella denominata TEC1-12706 sarà una cella di dimensioni standard, a uno stadio, con 127 elementi e una corrente nominale di 6 A. La potenza della cella dipenderà dalla tensione nominale. Celle di questo tipo che prevedono un'alimentazione a 12 V avranno una potenza nominale di 72 W; celle progettate per funzionare a 15,4 V avranno una potenza nominale di 92,4 W.